# Lampada a burro

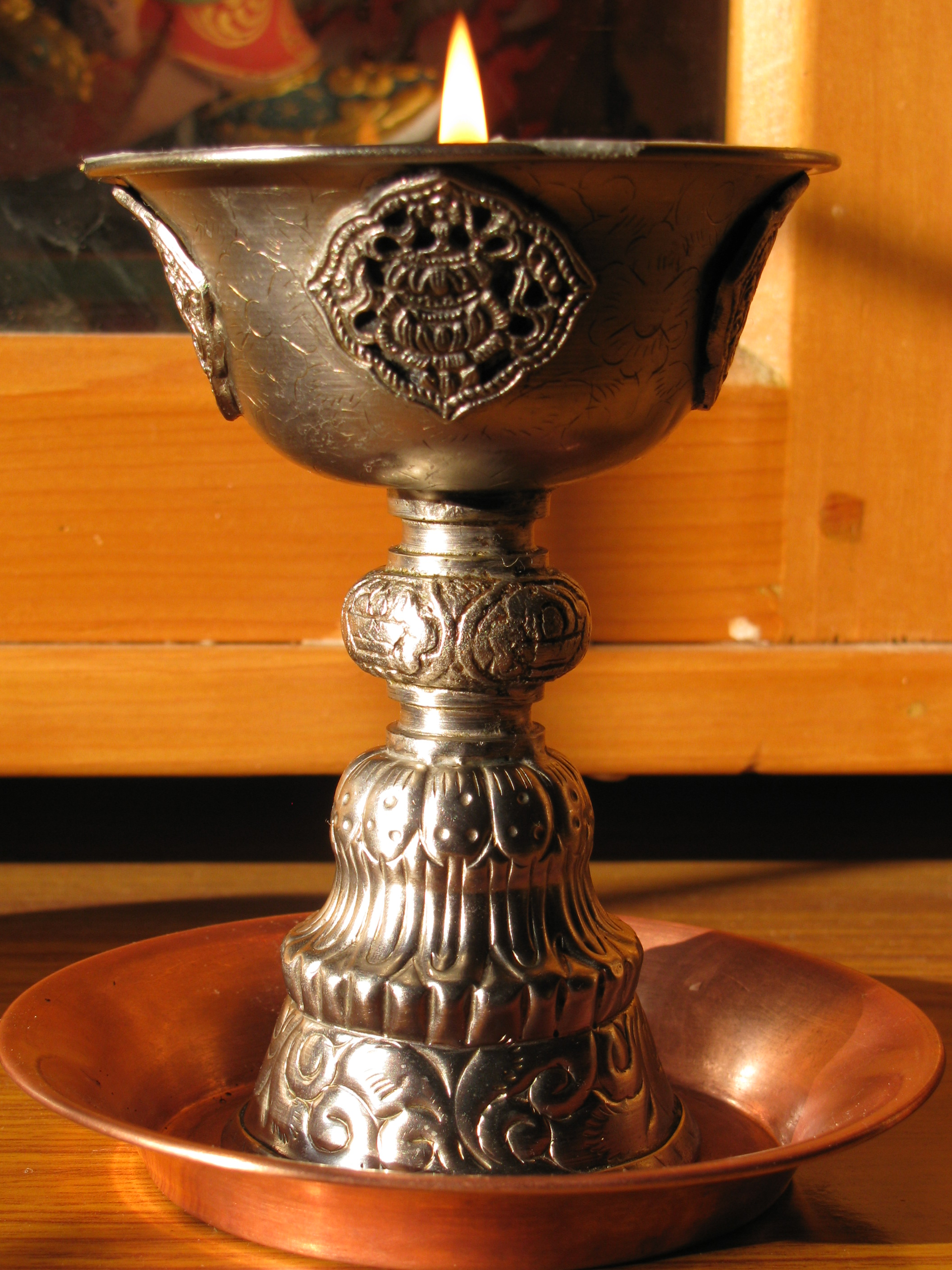
Lampada a burro tibetana.

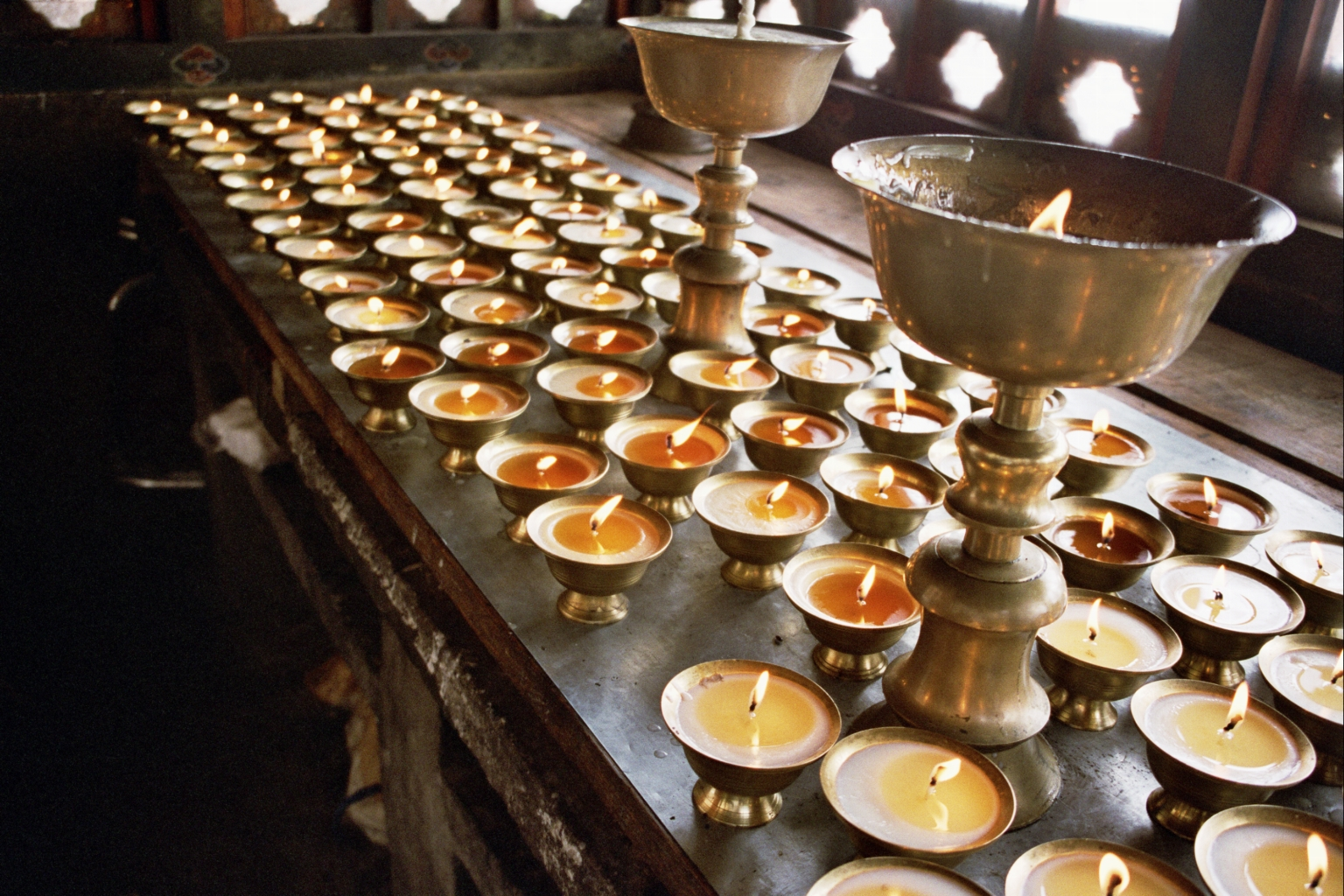
Lampade a burro accese nel monastero del Tango, in Bhutan.

La lampada a burro o lampada di burro (tibetano: དཀར་མེ་, Wylie: dkar me; caratteri cinesi semplificati: 酥油灯; caratteri cinesi tradizionali: 酥油燈; pinyin: sūyóu dēng) è un elemento importante di templi e monasteri del Buddismo tibetano diffusi in tutta l'area himalayana. Il principale costituente è il burro di yak chiarificato, talvolta sostituito da olio vegetale o grasso alimentare.
Secondo le credenze tibetane, le lampade a burro aiutano a focalizzare la mente, con ricadute positive sulla pratica della meditazione. Diverse fonti consigliano infatti di accendere lampade a burro o candele in quanto la loro luce simboleggia il bruciare afflizioni mentali che colpiscono l'essere umano come desiderio, aggressività, avidità, gelosia, orgoglio e altre passioni negative che rallentano il cammino verso la saggezza e l'illuminazione. Solitamente, ogni monastero dispone di un numero dispari di lampade a burro, in quanto i tibetani credono che i numeri dispari siano fortunati e portatori di felicità.
I pellegrini sono soliti fornire anche olio per lampade per guadagnare merito. I monaci del monastero destinatario dell'offerta gestiscono le lampade con estrema cura per evitare l'insorgere di incendi che possano devastare l'edificio, cosa purtroppo accaduta diverse volte nel corso dei secoli passati. Per motivi di sicurezza, quindi, le lampade a burro sono talvolta situate in un zone delimitate all'interno dei cortili dove soltanto i monaci possono accedere. 
Le luci delle lampade hanno anche un valore pratico, perché isolano i monasteri dal buio delle valli circostanti durante la notte.